# 拉德京棘豆
拉德京棘豆（学名：Oxytropis ladyginii），为豆科棘豆属下的一个植物种。